# Kaposfő
Kaposfő es un pueblo ubicado en el distrito de Kaposvár, en el condado de Somogy, Hungría.

## Superficie
Posee una superficie de 27,26 kilómetros cuadrados.

## Demografía
Hasta 2019 la población era de 1502 habitantes, con una densidad de población de 55,10 habitantes por kilómetro cuadrado.